# Adam Nemec
Adam Nemec (ur. 2 września 1985 roku w Bańskiej Bystrzycy) – słowacki piłkarz występujący na pozycji napastnika w Voluntari. Wcześniej był zawodnikiem Union Berlin, FK ZTS Dubnica, MŠK Žilina, Erzgebirge Aue, KRC Genk, 1. FC Kaiserslautern, FC Ingolstadt 04, Union Berlin, New York City, Willem II Tilburg i Dinama Bukareszt. W 2006 roku Nemec zadebiutował w seniorskiej reprezentacji Słowacji.